# Usines Schneider (Le Creusot)
Les usines Schneider sont des usines situées sur le territoire de la commune du Creusot dans le département français de Saône-et-Loire et la région Bourgogne-Franche-Comté.

## Historique
Elles font l'objet d'une inscription au titre des monuments historiques depuis le 21 novembre 1975.